# Карзок-Гомпа
Карзок-Гомпа — тибетская буддийская гомпа, принадлежащая школе Друкпа Кагью и древняя деревня на берегах Цоморари в округе Лех, Ладакх, Индия. В Карзоке на высоте 4595 м установлена статуя Будды Шакьямуни и проживает около 35 монахов.
Раньше монастырь был центром долины Рупшу. Как друкпинский монастырь, он подчинялся монастырю Химис-Гомпа. Два или больше монахов назначались из Хемиса в Карзок.
Монастырю более 300 лет. Местное население считает, что и монастырь и Цоморари — оба святые места. По сообщению WWF-Индия Цоморари считается Святым даром Живой Земли у местных жителей (пастухи чанг-па). В результате, местность была открыта туристами.

## Этимология
Слово Карзок происходит от двух слов «кор» и «зодпа» — управляющий, но постепенно «зодпа» стало ничего не означающим «зок» и получилось «Карзок», есть и другие мнения.
Словом «карзок» местные пастухи называю что-то приобретённое не очень честным путём, возможно в прошлом монастырские власти налагали на них большие поборы, и пастухи использовали это слово, но это только предположение.

## История
Один из местных князей был разбит в битве и стал кочевать со своим народом в суровых местах у Цоморари. Однажды он отправил послов на Тибет и они вернулись с ламами, которые построили гомпу и приучили народ к буддизму (до этого они были анимистами, возможно, бон-по). Царь Цеванг Юргьял, правил до 1947 года, когда Индия стала демократической страной.
Царь Рупшу Гоба построил здесь 9 домов, где жил он и его семья и деревня стала расти.
Сейчас в деревне 50 домов и летом приходят кочевники, которые ставят здесь свои шатры из ячьей шерсти. Кочевники всегда меняли здесь ячью шерсть и соль из озера на зерно и необходимые ремесленные изделия. Можно сказать, что деревня развивается и растёт, люди стали больше покупать и продавать.

## Постройки
|                                 |                |
| Шакьямуни Будда и другие статуи | Чортен и Будда |

Монастырь перестроили в XIX веке, старое здание, по словам местных, располагалось не на склоне, а на вершине. Впечатляющий «пхотонг» также находится рядом с гомпой. Многие Чортены также стоят около монастыря.
В монастыре прекрасная статуя Шакьямуни и изображения многих божеств В монастыре хранятся прекрасные (Тханка); старые изображения периодически подновляются.

## География
Карзок стоит на берегу Цоморари — одного из высочайших озёр в мире. Вода в озере солоноватая. Глубина около 30 метров. Долину этого и соседнего озера называют Рупшу. Озеро и окружающая местность под Рамсарской конвенцией.
Плато Джантханг питает озеро тающими снегами. Долина Рупшу, называемая Джантхангской долиной, обладает уникальным ландшафтом. Эти земли одни из самых высоких сельскохозяйственных полей в мире, так как кочевники Чанг-па выращивают здесь ячмень. Животные: птицы, Кианги лисы и сурки. Ручьи текущие в долине используются для орошения. Летом температура может колебаться от 5 до 36 градусов.

## Праздники
Карзок-густор проводится в монастыре и привлекает много Чангпа, тибетцев-кочевников. Последние два дня фестиваля (Июль/Август) заканчиваются разрезанием 'стормы' (жертвенного пирога) главой танцоров в чёрных масках во время танца 'fргхам' (убийство). Это символизирует уничтожение зла и напоминает о убийстве Ландарма, буддийским монахом Палгье Дордже в 9 веке. На фестивале монахи надевают грозные маски Дхармапал (защитников буддизма), и божеств-покровителей Друкпа Кагью.
Вне стен монастыря подобные ритуалы проводят в Тхудже в Чунгтахангской долине, что очень нравится местным кочевникам. Кочевники полюбили монастырь и не только отдают ему часть доходов, но и стараются отдать в монахи одного сына из каждой семьи. В своих бедных жилищах кочевники всегда отставляют место для изображений Ринпоче, обычно Далай-ламы, которое ставят перед семью чашами, также кочевники почитают местных духов ибожеств.

## Посещение
Монастырь на юго-восток от Леха в восточном Ладакхе, по дороге расстояние 215 км. Можно также добраться из Манали. Лех-Манальское Шоссе или Манали-Цокар ведёт к озеру и монастырю. Лех-Манали идёт через Упши, Чунгтханг к Цоморари, всего 215 км. Дорога вскарабкивается на Тангланг Ла — один из высочайших перевалов.
В Лех можно добраться по воздуху или на машине.
Пропуск (выдаваемый в Лехе) имеет важное значение для проезда. Для туристов доступно только палаточное проживание.

## Галерея
- Чортен в Карзоке
- Палатки на берегах Цоморари
- Роспись стены
- Ещё одна фреска